# Gunsgreen House

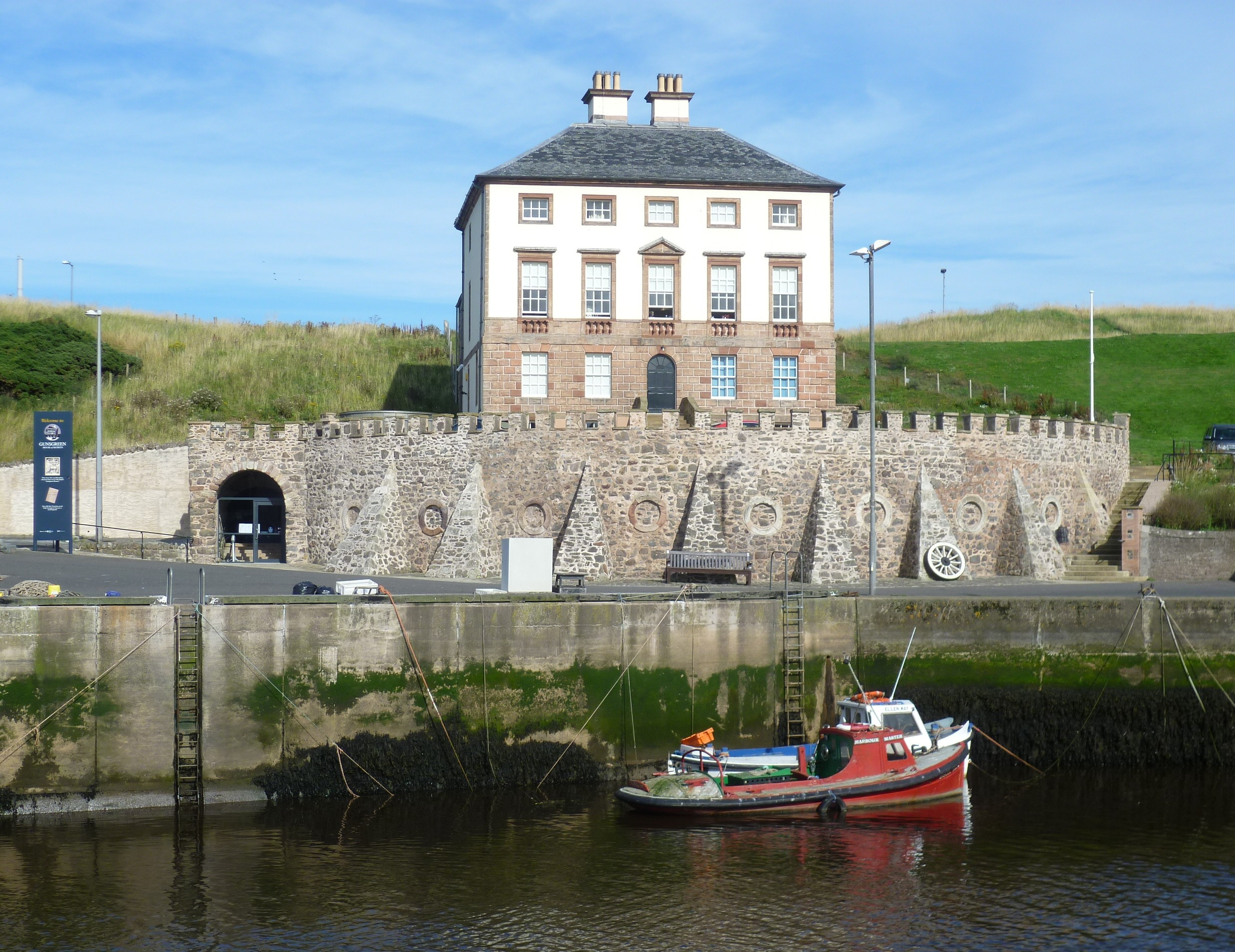
Gunsgreen House

Gunsgreen House ist eine Villa in der schottischen Ortschaft Eyemouth in der Council Area Scottish Borders. 1967 wurde das Bauwerk in die schottischen Denkmallisten in der höchsten Denkmalkategorie A aufgenommen. Des Weiteren ist es Teil eines Denkmalensembles der Kategorie A.

## Geschichte
Die Villa wurde um 1753 nach einem Entwurf des schottischen Architekten James Adam erbaut. Patrick Hume of Billie erwarb Gunsgreen House 1764. Später gelangte die Villa in den Besitz von John Nisbet. Der Kaufmann Nisbet war ein bekannter Schmuggler und richtete das direkt am Hafen gelegene Gebäude zur Aufnahme von Schmuggelgut ein. Nachdem Nisbets Gewerbe in den 1780er Jahren zunehmend durch die Behörden gestört wurde, verlor er in einem durch seinen Kontrahenten Alexander Robertson initiierten Gerichtsprozess 1789 sein Vermögen. Robertson sicherte sich in der Folge Gunsgreen House. In den folgenden Jahrhunderten wechselte die Villa oftmals den Eigentümer. Im Laufe ihrer Geschichte diente sie auch als Hotel und Clubheim des lokalen Golfclubs. In den 1990er Jahren stand das verwahrloste Gunsgreen House leer. Der gemeinnützige Gunsgreen House Trust wurde 1998 gegründet und restaurierte die Villa durch Spendengelder.

## Beschreibung
Gunsgreen House ist direkt an den Hafenanlagen von Eyemouth gelegen. Die dreistöckige Villa ist palladianisch ausgestaltet. Die Fassaden sind verputzt mit abgesetzten Natursteindetails. Der mittig an der fünf Achsen weiten, westexponierten Frontseite eingerichtete Eingangsbereich ist über eine Vortreppe mit Balustrade zugänglich. Ein Giebeldreieck bekrönt das Fenster oberhalb des Rundbogenportals, während die flankierenden Fenster im ersten Obergeschoss mit schlichten Gesimsen schließen. Alle fünf Fenster sind mit Balustradenschürzen gestaltet. Im zweiten Obergeschoss sind deutlich kleinere Fenster verbaut. Unterhalb des schiefergedeckten Plattformdaches läuft ein schlichtes gekehltes Kranzgesims um. Die hafenseitige Befestigungsmauer mit pyramidalen Strebepfeilern besteht aus Bruchstein. Die vermutlich aus dem 19. Jahrhundert stammende Mauer ist mit blinden Oculi und Zinnenbewehrung gestaltet.